# Chris Witchhunter
Christian Johannes « Witchunter » Dudek (né le 18 décembre 1965 et décédé le 8 septembre 2008) est un batteur allemand de thrash metal.

## Biographie
Sodom est formé en 1981 par le bassiste Thomas Such, dit Angelripper et le guitariste-chanteur Frank Terstegen, dit Aggressor. Angelripper a espoir de pouvoir gagner sa vie en jouant de la musique et ainsi quitter son emploi dans une mine de charbon. Christian intègre le groupe sous le pseudonyme de Witchhunter. Il remplace alors l'éphémère Rainer Focker, dit Bloody Monster. Sodom enregistre les démos Witching Metal et Victims of Death en 1982 et 1984. Les enregistrements sont plutôt inaudibles et renvoient à Venom tant pour le côté blasphématoire que la relative incompétence musicale. Le thrash est un genre encore en gestation. Cette période de Sodom est considérée comme faisant partie de la première vague du black metal. Aggressor quitte le groupe en 1984. Angelripper prend le micro, tandis que le poste de guitariste change fréquemment d'occupant jusqu'en 1996.
L'album Obsessed by Cruelty fait suite au EP culte In the Sign of Evil et annonce une progression stylistique vers le thrash. L'EP Expurse of Sodomy constitue un point tournant. Witcchunter et Angelripper deviennent Chris Witchhunter et Tom Angelripper. Le nouveau guitariste Frank Blackfire permet à Sodom de trouver son propre sa propre identité musicale. C'est aussi le début de la collaboration avec le producteur Harris Johns. C'est sur cette lancée que sortent les albums Persecution Mania et Agent Orange et imposent Sodom comme une référence du thrash.
Chris Witchhunter est alors identifié comme un batteur intéressant. En 1987, il joue en concert avec Destruction et se rend en Suède pour répéter avec Bathory. Quorthon envisage de se produire en concert, mais ne trouve pas de batteur suédois compétent pour jouer une musique aussi violente que la sienne. Witchhunter réussit avec les années à développer un jeu très agressif. Son séjour à Stockholm s'avère improductif. Selon Tom Angelripper, Chris se plaint à son retour qu'il n'y avait pas de bière.
Le batteur développe devient dépendant à l'alcool parallèlement à ses compétences techniques. La situation devient ingérable pour son vieil ami Angelripper qui le renvoie en 1992 afin de maintenir la viabilité de Sodom. Guido « Atomic Steif » Richter, un ancien membre de Living Death et Holy Moses, devient le nouveau batteur de Sodom. Tant Atomic Steif qu'Angelripper restent amer de ce partnenariat de quatre ans. L'arrivée de Bernemann et Bobby en 1996 font enfin de Sodom un trio stable basé sur la complicité musicale et amicale.
Witcchunter est rappelé pour l'enregistrement de The Final Sign of Evil, le réenregistrement du premier EP. Ses capacités de batteur ont alors sérieusement régressé. Il est en fait en très mauvaise santé, même s'il n'est que dans le début de la quarantaine. Il décède de son alcoolisme le 7 septembre 2008. Tom Angelripper confirme que la condition son ancien camarade avait sérieusement déclinée ces dernières années et qu'il n'avait jamais reconnu avoir un problème d'alcool. Il souhaite alors organisé un concert spécial en guise d'hommage à Chris et de soutien financier pour la mère de ce dernier.
Ce concert hommage a lieu le 11 avril 2009. Les groupes participants sont Paradox, Black Fire (nouveau groupe de Frank Blackfire), Martin Missy and the Protectors (groupe du chanteur de Protector), Wortmord (groupe du guitariste Grave Violator), Assassin, Holy Moses, Darkness, Artillery, Tankard et Destruction.

## Discographie

### Albums studio
- 1986 : Obsessed by Cruelty
- 1987 : Persecution Mania
- 1989 : Agent Orange
- 1990 : Better Off Dead
- 1992 : Tapping the Vein
- 2007 : The Final Sign of Evil

### Albums live
- 1988 : Mortal Way of Life

### EP
- 1984 : In the Sign of Evil
- 1987 : Expurse of Sodomy

### Singles
- 1989 : Ausgebombt
- 1991 : The Saw Is the Law

### Démos
- 1983 : Witching Metal
- 1984 : Victims of Death

### Vidéo
- 1988 : Mortal Way of Life